# Flora Mariel
Flora Mariel (Pola, 8 dicembre 1931) è un'attrice italiana.

## Filmografia

### Cinema
- Amanti senza peccato, regia di Mario Baffico (1950[2])
- La muta di Portici, regia di Giorgio Ansoldi (1952)
- Il tallone d'Achille, regia di Mario Amendola e Ruggero Maccari (1952)
- Canzoni di mezzo secolo, regia di Domenico Paolella (1952)
- Lulù, regia di Fernando Cerchio (1953)
- Canzoni, canzoni, canzoni, regia di Domenico Paolella (1953)
- La valigia dei sogni, regia di Luigi Comencini (1953)
- Camilla, regia di Luciano Emmer (1954)